# Genossenschaftsgraben
Der Genossenschaftsgraben ist ein Schloot auf dem Gebiet von der Stadt Aurich im Landkreis Aurich in Ostfriesland. Er entspringt 150 Meter nördlich von Hohebarg und mündet rund 400 Meter nördlich im Norder Tief der Harle.